# Stockhornbahn
| Stockhornbahn    | Stockhornbahn                                                                         |
| ---------------- | ------------------------------------------------------------------------------------- |
|                  |                                                                                       |
| Baujahr:         | 1968 (1. Sektion), 1969                                                               |
| Berg:            | Stockhorn 2139 m                                                                      |
| Talstation:      | Erlenbach im Simmental 725 m                                                          |
| Zwischenstation: | Chrindi 1642 m                                                                        |
| Hersteller:      | Von Roll                                                                              |
| Betreiber:       | Stockhornbahn AG (seit 1972); Luftseilbahn Erlenbach i. S. – Stockhorn AG (1968–1972) |

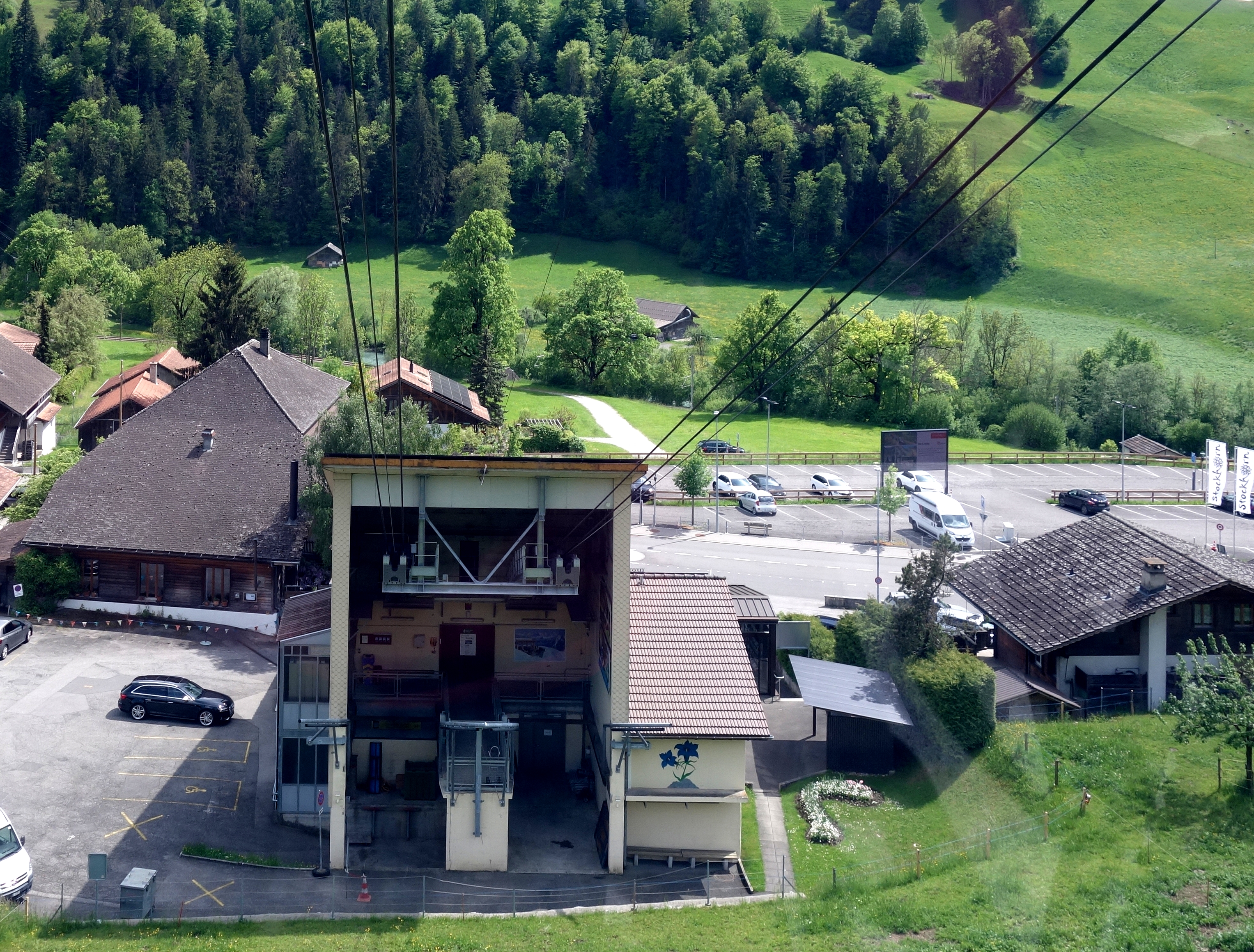
Talstation in Erlenbach

Die Stockhornbahn ist eine Luftseilbahn im Kanton Bern, Schweiz. Sie führt von Erlenbach im Simmental auf das Stockhorn.
Die Luftseilbahn führt von der Talstation in Erlenbach im Simmental (725 m) über die Zwischenstation Chrindi (1642 m) bis zur Gipfelstation (2139 m) knapp unter den Gipfel. Von dort kann der Gipfel (2190 m) oder über einen 70 Meter langen, rollstuhlgängigen Stollen die 2013 eröffnete Panorama-Aussichtsplattform erreicht werden.

## Geschichte

Aktie über 500 Franken der Luftseilbahn Erlenbach i. S. – Stockhorn AG vom 1. Juni 1963

1953 erwarb Max Born das Berghaus Stockhorn, 1955 erhielt er die Konzession zum Bau einer Bahn. 1963 kam es zur Gründung der Luftseilbahn Erlenbach i. S. – Stockhorn AG mit einem Aktienkapital von 3,1 Millionen Schweizer Franken. 1965 wurde das Aktienkapital erhöht, 1966 wurden weitere Aktien ausgegeben. Ebenfalls 1966 waren Talstation, Mittelstation und Stützen der 1. Sektion fertiggebaut. Der Betrieb der von der Firma Von Roll gelieferten Seilbahn startete in der 1. Sektion 1968, der Betrieb der 2. Sektion eröffnete 1969.
1970 konnten die Zinsen für die Darlehen nicht mehr bezahlt werden, 1971 stand die Überschuldung fest. 1972 erfolgte die Gründung der neuen Stockhornbahn AG mit einem Aktienkapital von 0,65 Franken und dem Mehrheitsaktionär Berner Kantonalbank. 1974 wurde das neu erbaute Restaurant Stockhorn eröffnet. 1975 wurden der Panoramawanderweg Gurnigel–Stockhorn, 1985 der Blumenlehrpfad und 1989 der Rundweg Hinterstockensee eröffnet. 
1994 musste eine Finanzsanierung erfolgen, da die Zinsen für Hypothekarschulden nicht bezahlt werden konnten. Das gesamte Aktienkapital der Stockhornbahn AG ging an die Gemeinde Erlenbach zur Neuzeichnung als Publikumsgesellschaft. Der Übungsskilift Hinterstocken wurde 1997 in Betrieb genommen, ausserdem wurde die Verbindung zum Skigebiet Chrindi ausgebaut. Nach 50 Jahren wurde die erste Sektion der Stockhornbahn 2018 gesamterneuert. Neue Bahnkabinen und Laufwerke, eine neue Steuerung, ein neuer Antrieb sowie neue Stationssättel führten zu Investitionen von knapp 4 Millionen Franken.